# Sébastien Foucan
Sebastien Foucan (* 27. května 1974, Paříž, Francie) je francouzský sportovec. Je považován za zakladatele disciplíny free running. Jako kluk se proháněl křivolakými uličkami pařížského předměstí spolu se svým kamarádem Davidem Bellem, který založil a celosvětově proslavil parkour. Foucan začal později nahlížet na parkour pod jiným úhlem, nechal se jím inspirovat a vytvořil free running, který má odlišnou filozofii a používá se k jiným účelům než parkour.
Sebastien dostal výraznou roli v bondovce Casino Royale, kde s pomocí nejrůznějších freerunningových technik (např. monkey vault) probíhá staveništěm s Danielem Craigem v zádech. Foucan se ale v médiích objevil již dříve, a sice v dokumentech Jump London a Jump Britain.

## Filmové účinkování
- 2003: Jump London
- 2005: Jump Britain
- 2005: The Making of 'Jump Britain'
- 2006: The Film Programme
- 2006: Casino Royale
- 2006: The Confessions Tour (Madonna) - DVD 2007
- 2009: The Tournament